# Weil am Rhein
Weil am Rhein er en by i den tyske delstat Baden-Württemberg beliggende på Rhinens østlige bred, tæt på det sted hvor Schweiz', Frankrigs og Tysklands grænser mødes. Det er den sydvestligste by i Tyskland, og den ligger i et landskab der kaldes Markgräflerland, i nærheden af Schwarzwald.

## Historie
Byen er nævnt i 786 som Willa, et navn der formentlig er af romersk oprindelse. Landbrug og vinavl har domineret den lokale industri indtil det 1900-tallet da byen begyndte at vokse, støttet af gunstige trafikforbindelser. En jernbane fra Weil am Rhein til Basel blev bygget 1913. 1934 blev der etableret en havn ved Rhinen. Efter 2. verdenskrig voksede byen med ekspresfart på grund af flygtninge og statsløse tilflyttere.

## Venskabsbyer
- Bognor Regis (United Kingdom)
- Huningue (Frankrig)
- Trebbin (tidligere DDR)

## Turisme
- Møbeldesigfirmaet Vitra og specielle bygninger af Frank Gehry, Zaha Hadid og Tadao Ando, gør stedet attraktivt for arkitekturinteresserede. Byen er også hjemsted for Vitra Design Museum.
- Laguna badeland